# Mariager
Mariager este un oraș în Danemarca.